# 오늘부터 우리는!!
오늘부터 우리는!!(일본어: 今日から俺は!! 쿄오카라 오레와[*]) 또는 오늘부터 나는!!은 니시모리 히로유키가 증간 소년 선데이 1988년 9월호부터 1990년 8월호까지, 주간 소년 선데이 1990년 40호부터 1997년 47호까지 연재한 학원 만화이다.

## 줄거리
이 시리즈는 두 명의 젊은 남성인 다카시 미쓰하시와 신지 이토에 관한 것이다. 치바로 이사한 두 사람은 평범한 학생에서 폭력배로 그들의 삶을 근본적으로 바꾸기로 결심하고 점차 "무적의 커플"으로 명성을 얻었다. 미쓰하시는 금발 머리를 염색하기로 결심하고, 이토는 머리를 너무 높이 쳐서 많은 "고슴도치"라는 별명을 갖게 된다. 같은 반에서, 처음에는 적이고 그 다음에는 떼어놓을 수 없는 친구로서, 그들은 난요 고등학교에서 3년을 보낸 주요 이야기의 배경인 많은 구타들과 재미있는 개그들의 중심에 있는 자신들을 발견한다.

## TV 드라마
2018년에 미츠하시 타카시 역으로 스미 켄토, 이토 신지 역으로 아오노 나나, 주인공 하야카와 쿄코 역으로 하시모토 칸나, 주인공 시라타 유스케, 다른 주인공 나카무라 유야가 출연했다. 니혼TV 시리즈 오피셜 페이지에는 아라이 히로부미, 이케야나기, 시마자키 하루카, 다카시, 츠미가 있으며 2018년 10월 14일부터 12월 16일까지 니혼TV 계열에서 전10화 방송되었다.

## 참고 사항
1. ↑  “男の中の男を知る！定番ヤンキー漫画5選”. 《music.jp》 (일본어). 2016년 2월 4일. 2021년 2월 7일에 원본 문서에서 보존된 문서. 2020년 11월 6일에 확인함.
2. ↑  “「ヤンキーマンガガイドブック」100作以上を年代ごとに解説” (일본어). Natalie. 2014년 12월 5일. 2020년 11월 6일에 확인함.
3. ↑  Sherman, Jennifer (2018년 3월 29일). “Kyou Kara Ore Wa!! Manga Gets Live-Action TV Series”. 《Anime News Network》. 2020년 9월 8일에 확인함.
4. ↑  “Live-Action Kyō Kara Ore wa!! Reveals 4 Cast Visuals”. 《Anime News Network》. 2018년 7월 18일. 2018년 10월 1일에 원본 문서에서 보존된 문서. 2018년 9월 30일에 확인함.
5. ↑  “Kyo Kara Ore Wa!! Live-Action Drama Reveals Four Main Cast Visuals in 1980s Costume”. 《crunchyroll.com》. 2018년 7월 17일. 2019년 1월 28일에 원본 문서에서 보존된 문서. 2019년 1월 28일에 확인함.
6. ↑  “Live-Action Kyō Kara Ore wa!! Reveals 'Enemy' Guest Cast”. 《Anime News Network》. 2019년 1월 28일에 원본 문서에서 보존된 문서. 2018년 9월 30일에 확인함.
7. ↑  “Live-Action Kyō Kara Ore wa!! Reveals 'Enemy' Guest Cast”. 《animefice.com》. 2018년 9월 27일. 2019년 1월 28일에 원본 문서에서 보존된 문서. 2019년 1월 28일에 확인함.
8. ↑  第1話 (일본어). Nippon Television. 2020년 9월 8일에 확인함.
9. ↑  第10話 (일본어). Nippon Television. 2020년 9월 8일에 확인함.